# Alessandra Celi
Alessandra Celi (Londres, 15 de agosto de 1966) es una actriz nacida en Inglaterra y nacionalizada italiana. Es la hija de los actores Adolfo Celi y Veronica Lazăr. Inició su carrera a finales de la década de 1980. Desde entonces ha figurado en producciones de cine y televisión.

## Filmografía

### Cine
- Piccole stelle, de Nicola Di Francescantonio (1988)
- Il mostro, de Roberto Benigni (1994)
- L'anniversario, de Mario Orfini (1999)
- Caterina va in città, de Paolo Virzì (2003)

### Televisión
- Salvo D'Acquisto, de Alberto Sironi (2003)
- Mio figlio, de Luciano Odorisio (2005)
- Don Matteo 5 - episodio La forza del sorriso, de Giulio Base (2006)[2][3]
- Io e mio figlio - Nuove storie per il commissario Vivaldi, de Luciano Odorisio (2010)
- Don Matteo 8 - episodio Era mia figlia, de Giulio Base (2011)